# 作田神音
作田 神音（さくだ かのん、1999年11月22日 - ）は、富山県出身のハンドボール選手。日本ハンドボールリーグのソニーセミコンダクタマニュファクチャリング所属。

## 経歴
2022年、日本ハンドボールリーグのソニーセミコンダクタマニュファクチャリングへ加入。

## 詳細情報

### 年度別成績
| 年       | チーム   | 試合 | フィールド 得点 | 率   | 7m | 合計  | 警告 | 退場 | 失格 |
| -------- | -------- | ---- | --------------- | ---- | -- | ----- | ---- | ---- | ---- |
| 2022-23  | ソニー   | 7    | 17/23           | .739 | -  | 17/23 | 0    | 0    | 0    |
| JHL：1年 | JHL：1年 | 7    | 17/23           | .739 | -  | 17/23 | 0    | 0    | 0    |

### 記録
- フィールドゴール初得点：2022年7月2日、対ザ・テラスホテルズ戦（霧島市国分体育館）[2]

### 背番号
- 6 (2022年 - )